# Pelidnota perplexa
Pelidnota perplexa är en skalbaggsart som beskrevs av Hardy 1975. Pelidnota perplexa ingår i släktet Pelidnota och familjen Rutelidae. Inga underarter finns listade i Catalogue of Life.